# John le Carré
John le Carré (Poole, 19 d'octubre de 1931 - Truro, 12 de desembre de 2020) és el pseudònim amb el qual signà l'escriptor de novel·les anglès David John Moore Cornwell. Bona part dels seus llibres s'han traduït a força llengües, d'entre aquestes sovint el català. Alguns han estat adaptats al cinema, com per exemple El sastre de Panamà o La casa Rússia (La casa Rússia).
Va estudiar a Berna i a la Universitat d'Oxford. Va ser professor a l'Eton College, que apareix en alguna de les seves novel·les com un lloc on se cerquen els qui seran futurs espies, de 1956 a 1958. El 1960 va entrar al cos diplomàtic del Regne Unit, en el qual va estar durant quatre anys.
Va començar la carrera literària escrivint novel·les d'espionatge ambientades en la guerra freda, i algunes biografies seves insinuen que ell mateix havia estat espia. D'aquesta època, hi ha diverses novel·les protagonitzades per l'agent Smiley. Amb la fi de la guerra freda, els temes, sempre amb un contingut de denúncia política, s'han estès a altres conflictes d'actualitat mundial. Tot i que els seus protagonistes solen ser anglesos i tenir alguna cosa a veure, o pretendre-ho, amb l'espionatge, també solen ser romàntics, idealistes, complexos i de vida avorrida, moltes vegades molt ingenus, i gairebé sempre sense cap aptitud física extraordinària ni suport de tecnologia puntera, com ho serien els protagonistes de, per exemple, Mission: Impossible o l'agent 007 de Ian Fleming.
El 2011 va rebre la Medalla Goethe.
El setembre del 2016 va publicar The Pigeon Tunnel: Stories from My Life (Volar en cercles: Històries de la meva vida), llibre de memòries.
Va morir el 12 de desembre del 2020 al Royal Cornwall Hospital, a causa d'una pneumònia.

## Obra
Ha escrit desenes de novel·les:
- Call for the Dead (1961) (Trucada per al mort)
- A Murder of Quality (1962) (Un crim de qualitat)
- The Spy Who Came in from the Cold (1963) (L'espia que tornava del fred)
- The Looking Glass War (1965) (El mirall dels espies)
- A Small Town in Germany (1968)
- The Naïve and Sentimental Lover (1971)
- Tinker, Tailor, Soldier, Spy (1974) (El talp: Calderer, sastre, soldat, espia)
- The Honourable Schoolboy (1977)
- Smiley's People (1979) (La gent de Smiley)
- The Little Drummer Girl (1983)
- A Perfect Spy (1986) (Un espia perfecte)
- The Russia House (1989) (La Casa Rússia)
- The Secret Pilgrim (1990) (El pelegrí secret)
- The Unbearable Peace (1991)
- The Night Manager (1993) (L'infiltrat)
- Our Game (1995) (El nostre joc)
- The Tailor of Panama (1996) (El sastre de Panamà)
- Single & Single (1999) (Single & Single)
- The Constant Gardener (2001) (El jardiner constant)
- Absolute Friends (2003) (Amics absoluts)
- The Mission Song (2006) (La cançó dels missioners)
- A Most Wanted Man (2008) (L'home més buscat)
- Our Kind of Traitor (2010) (Un traïdor com els nostres)
- A Delicate Truth (2013) (Una veritat delicada)
- A Legacy of Spies (2017) (El llegat dels espies)
- Agent Running in the Field (2019) (Un home decent)